# Petites Images (en voyage)
Ne doit pas être confondu avec Petites Images.
Petites images (en voyage) (Маленькие картинки (в дороге)) est un court récit de l'écrivain russe Fiodor Dostoïevski, publié en 1874 dans un recueil collectifs Skladchina (traduction littérale : La cotisation, la caisse commune), destiné à aider les victimes de la famine de la région de Samara en 1873-1874.

## Éditions françaises
- Dernières Miniatures (cette édition regroupe les courts récits suivants : Bobok, Petites Images, Le Quémandeur, Petites Images (En voyage), Le Garçon "à la menotte" , Le Moujik Maréi, La Centenaire, Le Triton), traduites par André Markowicz, Arles, Éd. Actes Sud, Collection Babel, 2000.  (ISBN 2 7427 3106 7)